# 연화증
연화증(Malacia)은 대개 연골의 생물학적 조직의 비정상적으로 연화되는 증상이다. 영어로는 말라시아(malacia)이라고 부르며 이는 "부드러운"을 의미하는 그리스어 낱말 말라코스(malakos)에서 기원한다. 다음과 같은 질병에 쓰인다:
- 골연화증
- 연골연화증
  - 슬개골연골연화증
  - 기관지연화증
  - 후두연화증
  - 기관연화증
- 각막연화증
- 척수연화증
- 뇌연화증